# Chaetostigmoptera mitis
Chaetostigmoptera mitis är en tvåvingeart som först beskrevs av Charles Howard Curran 1927.  Chaetostigmoptera mitis ingår i släktet Chaetostigmoptera och familjen parasitflugor.
Artens utbredningsområde är Puerto Rico. Inga underarter finns listade i Catalogue of Life.